# Yorgiidae
Yorgiidae é uma família extinta de animais ediacarianos do leste da Europa.

## Classificação
- Gênero Yorgia Ivantsov, 1999
- Gênero Archaeoaspinus Ivantsov, 2007 - nome substituto para Archeaspis [2]